# Тер (департамент)
Тер е бивш департамент на Първата Френска империя в днешна Испания, кръстен на едноименната река Тер. Той е създаден на 26 януари 1812 г. при анексирането на Каталония от Френската империя. Неговите субпрефектури са Вик и Фигерас. Префектурата му е град Херона и има само един титуляр от февруари 1812 до 1813 г.
През март 1813 г. е слят с департамента Сегре в новия департамент Тер и Сегре. Това сливане е създадено с постановление, което обаче никога не е публикувано в Бюлетина на законите, нито е одобрено със сенатски декрет, оставяйки правния му статут неуточнен.
През 1814 г. французите напускат Пиренейския полуостров. Департаментите са разформирани.